# Hållsta, Hudiksvalls kommun
Hållsta är en tidigare småort i Hälsingtuna socken i Hudiksvalls kommun, Gävleborgs län. 2015 hade SCB ändrat definitionen av småorter något, och Hållsta uppfyllde inte längre kraven för att kvarstå som småort.